# Blau-Weiss Berlin
Der Blau-Weiss Berlin e. V. ist ein Tanzsportverein in Berlin. Der Verein, der 1970 gegründet wurde, ging aus der Tanzschule Richard Keller hervor, in deren Räumen er bis 1994 auch beheimatet war. Seit dem 24. August 1996 verfügt der Verein über eigene Räume.
Der Verein verfügt über circa 490 Mitglieder. Neben den Turniertanzsport im Paar- und Formationstanzen bietet der Verein auch Angebote im Breitensportbereich und Kindertanzen. Der Verein verfügt über eine Standardformation, die zeitweise in der 1. Bundesliga Standard antrat.

## Standardformationen

### A-Team

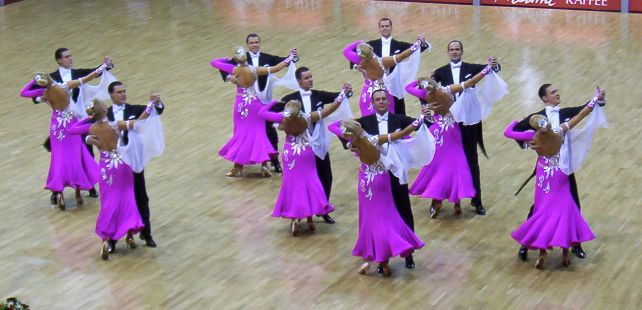
Die Standardformation bei der Deutschen Meisterschaft der Formationen 2008

Die Standardformation des Blau-Weiss Berlin trat in der Saison 1994/95 erstmals auf Wettkampfebene an und startete in der Regionalliga Nord Standard. Bereits zwei Jahre später erreichte das Team in der Saison 1996/97 den 1. Platz der Regionalliga Nord Standard und schaffte mit einem 2. Platz im anschließenden Relegationsturnier den Aufstieg in die 2. Bundesliga, wo es zwei weitere Jahre tanzte.
In der Saison 1999/00 trat die Standardformation vom Blau-Weiss Berlin nicht an. In der Saison 2000/01 dann trat das Team wieder in der Regionalliga Nord Standard an, wo es auf Anhieb einen geteilten 1. Platz belegte. Im Relegationsturnier zum Aufstieg in die 2. Bundesliga belegte das Team den 3. Platz. Trotzdem gelang der Aufstieg in die 2. Bundesliga, weil das Team nachträglich nominiert wurde, nachdem die Standardformation des TC Inn-Casino Wasserburg sich zum Ende der Saison 2000/01 auflöste.
Nach zwei Jahren in der 2. Bundesliga gelang mit dem 2. Platz der Aufstieg in die 1. Bundesliga, in der sich das Team allerdings nur eine Saison halten konnte. Ein Jahr später, in der Saison 2004/05 gelang der direkte Wiederaufstieg in die 1. Bundesliga.
Die Standardformation des Blau-Weiss Berlin tanzte in der Saison 2008/09 eine Choreographie zum musikalischen Thema „Pavarotti & Friends“, nachdem seit der Saison 2006/07 das Thema „Japan“ und davor über mehrere Jahre „Celine“ umgesetzt wurde.
Nach dem Abstieg aus der 1. Bundesliga 2009/10 startete die Standardformation des Blau-Weiss Berlin mit gleicher Musik, einer neuen Choreographie und einer deutlich jüngeren Mannschaft in der Saison 2010/11 in der 2. Bundesliga, die es gewann und so den direkten Wiederaufstieg in die 1. Bundesliga schaffte.
In der Saison 2012/13 belegte die Mannschaft den 7. Platz in der Liga und stieg so wieder in die 2. Bundesliga Standard ab. Musikalisches Thema war „Adele“. Ende September 2013 zog der Verein die Mannschaft aus dem Ligabetrieb zurück. Auf den freigewordenen Startplatz in der 2. Bundesliga rückte das A-Team des OTK Schwarz-Weiß 1922 im Sport Club Siemensstadt nach, das beim Aufstiegsturnier zur 2. Bundesliga Standard den 3. Platz belegt hatte.
In der folgenden Saison trat der Verein mit einem neuen A-Team in der Regionalliga Nord Standard an. In den Saisons 2013/14 und 2014/15 war das Thema „James Bond“, 2015/16 und 2016/17 tanzte die Mannschaft zum musikalischen Thema „Pavarotti and Friends“.
Nachdem der TSC Rot-Gold-Casino Nürnberg sein B-Team im September 2017 aus der 2. Bundesliga zurückgezogen hatte, rückte die Mannschaft des Blau-Weiss Berlin auf den freigewordenen Startplatz nach. In der Saison 2018/19 tanzte die Mannschaft wieder in der Regionalliga Nord Standard. Musikalisches Thema war „Céline“. In der Saison 2019/20 tritt die Mannschaft mit dem musikalischen Thema „Japan“ in der neuen 2. Bundesliga Nord Standard an.
Trainer der Formation ist Andreas Fischer.

### B-Team
Von 2010 bis 2013 trat auch ein B-Team für den Verein an. Die Mannschaft startet in der Regionalliga Nord Standard. Durch den Rückzug des A-Teams aus dem Ligabetrieb im September 2013 wurde das bisherige B-Team zum neuen A-Team. Trainer des B-Teams war zuletzt Torsten Kühl.